# Kondrac
Kondrac település Csehországban, a Benešovi járásban. Kondrac Ostrov, Vracovice, Louňovice pod Blaníkem, Pravonín, Vlašim és Hradiště településekkel határos. Lakosainak száma 527 fő (2024. január 1.).

## Népesség
A település lakosságának változását az alábbi diagram mutatja:
| Lakosok száma | 594  | 626  | 740  | 564  | 382  | 469  | 499  | 508  | 519  | 527  |
|               | 1869 | 1890 | 1921 | 1950 | 1980 | 2001 | 2017 | 2019 | 2022 | 2024 |